# Michel Cardoze
Pour les articles homonymes, voir Cardoze.
Michel Cardoze, né le 21 mai 1942 à Talence (Gironde), est un journaliste français et militant communiste. Il est le père du journaliste Jacques Cardoze. 

## Biographie
Michel est le fils d'Edmond Cardoze, journaliste et personnalité bordelaise auteur des ouvrages Le Bouscat et Bordeaux-rétro, illustrés de cartes et photos anciennes, il publie aussi en 1992 le dictionnaire Musique et musiciens d'Aquitaine.
C'est au moment de son entrée à l'université de Bordeaux que Michel s'engage politiquement en adhérent à l'Union des étudiants communistes, en 1959. L'année suivante, il rejoint le Parti communiste français. Membre du bureau national de l'UEC, puis en 1964 du bureau fédéral de la Gironde du PCF, il devient l'année suivante permanent du parti à la section de la propagande pendant quatre ans.
En 1970, après avoir dirigé la rédaction du journal communiste bordelais Les Nouvelles, il entre au service politique et social de L'Humanité, puis en devient responsable du service culturel.
Installé en région parisienne, il est élu conseiller municipal de Fontenay-sous-Bois en 1971, mais n'effectue qu'un seul mandat.
En 1979, il est chargé de la mise en place de la nouvelle revue théorique et de débats du PCF, Révolution. Il quitte cependant son poste de rédacteur en chef en 1980, en désaccord avec la direction du parti sur la question afghane. Il ne quittera cependant le parti qu'en 1986. Il publie alors un ouvrage, Nouveau voyage à l'intérieur du PCF, où il recueille la parole douloureuse de militants communistes en rupture avec les pratiques et la ligne impulsés par Georges Marchais.
Après l'alternance politique de 1981, il fait partie des journalistes de gauche qui entrent dans l'audiovisuel public. Il anime sur France Inter une chronique politique chaque matin, puis crée l'émission Sans tabou. 
En 1984, il passe sur TF1 où il devient rédacteur en chef adjoint, responsable du service « société-culture ». Après la privatisation de la chaîne, il est relégué, de 1987 à 1991, à la présentation de la météo, mais transforme cette fonction en imposant une présence forte et un style poétique, truffé de références culturelles et littéraires. Dans un de leurs sketchs, Les Inconnus pastichent sa façon très érudite de présenter un bulletin météo.
En 1991, il arrive sur La Cinq pour présenter l'émission Ciné 5 chaque mardi soir, qu'il anime jusqu'à ce que La Cinq cesse définitivement d'émettre au mois d'avril 1992. 
Il quitte alors la télévision pour la radio RMC, puis revient à la télévision en 1993 sur Monte-Carlo TMC, où il anime pendant près de dix ans l'émission SUD. Il prend sa retraite en 2002. 
Il s'est aussi passionné pour Georges Bizet, les procès de Jeanne d'Arc, la vie et l’œuvre de Cyrano de Bergerac.
Retiré dans le Gers, Michel Cardoze organise tous les ans le marché aux fleurs de Fourcès. Depuis le 10 mai 2010, il livre tous les matins un billet d'humeur quotidien et en direct sur Sud Radio aux côtés d'Éric Mazet jusqu'à l'éviction de ce dernier de la station le 1er septembre 2011 à la suite de propos racistes, et présente l'émission Histoire des Suds tous les jours de 13 à 14 heures. Il présente également l'émission La vie de château sur la chaîne de télévision locale TV7 Bordeaux.
Il collabore également au site Boulevard Voltaire de Robert Ménard,. Cette collaboration s'est interrompue en janvier 2014, mais en juin 2014 il est pressenti pour devenir conseiller culturel de Robert Ménard, élu en avril maire de Béziers. Face à la polémique, il renonce finalement à ce poste.

## Présentateur de télévision
- 1987-1991 : Météo (TF1)
- 1987-1988 : Bonjour la France, bonjour l'Europe (TF1)
- 1991-1992 : Ciné 5 (La Cinq)
- 1993-2002 : SUD (Monte-Carlo TMC)
- 2013- : La vie de château (TV7 Bordeaux)

## Publications
- A voté !, Paris, La Farandole, 1978.
- Georges Bizet, Paris, Mazarine, 1982.
- Nouveau voyage à l'intérieur du parti communiste français, Paris, Fayard, 1986.
- Jeanne d'Arc, dossier non classé, Paris, Séguier, 1987.
- Les diables de Loudun, Paris, Fayard, 1988.
- Le retour des beaux jours, Paris, Flammarion, 1993.
- Du hachis à Parmentier, Baleine, coll. Le Poulpe, 1997, 158 p.  (ISBN 2-84219-042-4)
- Cyrano de Bergerac : libertin libertaire, Paris, Lattès, 1997.
- Le gascon rouge, Paris, Le Pré aux Clercs, 1998.
- L'armoire rouge : mémoires d'un journaliste, Bordeaux, Sud-Ouest, 2007.